# ادوین جونز (بازیکن فوتبال )
ادوین جونز (انگلیسی: Edwin Jones؛ 1891 – ۱۹۵۳ (۶۱−۶۲ سال)) بازیکن فوتبال اهل بریتانیا بود.
از باشگاه‌هایی که در آن بازی کرده‌است می‌توان به باشگاه فوتبال ویموث، باشگاه فوتبال بولتون واندررز، باشگاه فوتبال اکستر سیتی، و باشگاه فوتبال بریستول سیتی اشاره کرد.